# Lara Dutta
Lara Dutta Bhupathi (sinh ngày 16 tháng 4 năm 1978 tại Ghaziabad, Uttar Pradesh, Ấn Độ) là một nữ diễn viên và là người chiến thắng 2 cuộc thi sắc đẹp là Hoa hậu Liên lục địa 1997 và Hoa hậu Hoàn vũ 2000. Cô đã từng tham gia một số bộ phim bằng tiếng Hindi. Cô là người nhận giải thưởng Filmfare Award và nhanh chóng trở thành một nữ diễn viên hàng đầu vào thập niên những năm 2000.
Cô ấy ra mắt diễn xuất lần đầu tiên với bộ phim  Andaaz (2003), bộ phim giúp cô ấy mang về giải thưởng Filmfare cho nữ diễn viên mới xuất sắc. Sự thành công của bộ phim về mặt thương mai giúp cô ấy trở thành ngôi sao và xuất hiện ở một số bộ phim hài kịch Masti (2004), No Entry (2005), Bhagam Bhag (2006), Partner (2007), Housefull (2010), và Chalo Dilli (2011), bộ phim hành động  Don 2 (2011). Cô ấy còn xuất hiện trong 1 số phim ngắn tập tiếng Anh Beecham House năm 2019 và tái hiện lại chân dung Indira Gandhi trong bộ phim Bell Bottom (2021). Cô ấy còn đảm nhân đóng vai trò là một người phát thanh trực tuyến trong loạt phim  Hundred (2020), Kaun Banegi Shikharwati (2022) và Ranneeti: Balakot & Beyond (2024).
Ngoài sự nghiệp diễn xuất,cô ấy còn là người dẫn chương trình cho một vài sự kiện trao giải và có một chuỗi sản phẩm chăm sóc sắc đẹp của riêng mình. Cô ấy kết hôn với Mahesh Bhupathi một cầu thủ quần vợt và có một đứa con gái.

## Cuộc sống và nền tảng:
Lara Dutta Bhupathi (sinh ngày 16 tháng 4 năm 1978  tại Ghaziabad, Uttar Pradesh), có cha là người theo đạo Hindu Punjabi và có mẹ là người lai Anh-Ấn, cha cô ấy là sĩ quan trong lực lượng không quân L. K. Dutta (đã nghỉ hưu) và mẹ cô ấy là Jennifer Maureen Dutta (née Storey), cô còn có một người anh họ là Nitin Sawhney là một nhạc sĩ và DJ.
Năm 1981 cô ấy chuyển đến Bangalore nơi mà cô ấy hoàn tất chương trình trung học ở trường nữ sinh the St. Francis Xavier và trường công lập Frank Anthony.Cô ấy tốt nghiệp Đại học Mumbai với tấm bằng về Kinh tế học và Truyền thông.Cô ấy thông thạo tiếng Anh và tiếng Hindi và còn có thể nói tiếng Punjabi và Kannada.

## Hành trình đến với cuộc thi sắc đẹp:
Dutta chiến thắng cuộc thi hàng năm Gladrags Manhunt cuộc thi người mẫu Megamodel vào năm 1995, với chiến thắng cuộc thi năm đó cô ấy được quyền tham dự cuộc thi Hoa hậu Liên lục địa 1997 và được trao vương miện Hoa hậu Liên lục địa năm đó. Vào đầu năm 2000 cô ấy tham gia cuộc thi Hoa hậu Ấn độ Femina và dành chiến thắng cuộc thi cô ấy được trao danh hiệu Hoa hậu Hoàn Vũ Femina.Với danh hiệu này cho phép cô ấy được dại diện Ấn Độ tham dự cuộc thi Hoa hậu Hoàn vũ năm 2000.
Cô ấy dành chiến thắng Hoa hậu Hoàn vũ năm 2000 ở Síp. Cô ấy được trao lại vương miện bởi người tiền nhiệm là Hoa hậu Hoàn vũ 1999 Mpule Kwelagobe của Botswana. Cũng trong năm đó, tương tự như Dutta ,Priyanka Chopra và Dia Mirza lần lượt chiến thắng danh hiệu Hoa hậu Thế giới và Hoa hậu Châu Á Thái Bình Dương giúp cho Ấn Độ trở thành quốc gia hiếm hoi chiến thắng cả 3 cuộc thi sắc đẹp lớn trên Thế giới.Trong suốt nhiệm kỳ Hoa hậu Hoàn vũ của mình, cô ấy đã đến được 42 Quốc gia.Cô ấy là người phụ nữ thứ hai đến từ Ấn Độ được trao vương miện Hoa hậu Hoàn vũ. Trong phần thi áo tắm tại cuộc thi cô ấy là người được chấm điểm cao nhất và trong phần câu hỏi phỏng vấn cuối cùng cô ấy là người có số điểm trong bảng xếp hạng cá nhân cao nhất trong lịch sử cuộc thi Hoa hậu Hoàn vũ.
Kể từ 2001 cô ấy là Đại sứ thiện chí Quỹ dân số Liên Hợp Quốc (United Nations Population Fund Goodwill Ambassador). Dutta đã lên tiếng là "Những người nổi tiếng có sức mạnh để tác động đến tâm trí đa cảm của họ vì thế chúng ta có trách nhiệm truyền đạt những thông điệp tích cực có trách nhiệm về mặt đạo đức. Tôi cam đoan sẽ dùng bất kỳ sự ảnh hưởng nào mà tôi có để thực hiện điều đó với tư cách là Đại sứ thiện chí Quỹ dân số Liên Hợp Quốc".

## Sự nghiệp diễn xuất:
Ra mắt và công việc trước đó (2003–2004).
Dutta ra mắt trên màn ảnh đầu tiên năm 2003 với bộ phim Andaaz, đóng vai Kajal đối nghịch với  Akshay Kumar.Trong phim, giọng của Dutta được lồng bởi Mona Ghosh Shetty bởi vì các nhà làm phim muốn có 2 nhân vật nữ chính khác nhau và họ cần nhân vật cô ấy đóng là Kajal,để có giọng cao hơn.Theo như Dutta kể, nhân vật cô ấy thể hiện là một tomboy Kajal thể hiện một khía cạnh và cá nhân khác của cô ấy trên màn ảnh.Andaaz nhanh chóng trở thành phim bom tấn thành công và giúp cô thắng giải thưởng Filmfare cho nữ diễn viên mới xuất sắc.Derek Elley của tạp chí Variety đã nói rằng với sự biến chuyển nhân vật của cô ấy một cách bình tĩnh đã giúp cô chiến thắng diễn xuất một cách chắc chắn. Một bình luận của BBC nói rằng cô ấy luôn "gây ấn tượng" cho mỗi cảnh phim cần cảm xúc. Cuối năm đó, cô ấy đóng vai Kesar, một cô gái nông thôn đối nghịch với Abhishek Bachchan ở Mumbai Se Aaya Mera Dost.
Năm 2004 Dutta xuất hiện với vai trò là diễn viên khách mời trong Khakee, và trong bài hát bán chạy nhất khi ra mắt "Aisa Jadoo".Trong phim Masti thành công về mặt thương mại, cô ấy đóng vai Monica một cô gái lừa ba người đàn ông đã kết hôn.Priya Ganapati của Rediff.com nói rằng cô ấy diễn nhân vật của cô ấy một cách xuất chúng.Trong phim Bardaasht , cô ấy diễn vai một người bào chữa đối nghịch với Bobby Deol, mặc dù bộ phim không mấy thành công tại phòng vé.Subhash K. Jha nói rằng, "Khi đóng vai là 1 luật sư Lara đã truyền tải lời thoại một cách đầy sức thuyết phục. Khi bạn ước nhiều điều ước thì cô ấy có thể thực hiện nhiều hơn thế nữa".Sau đó cô ấy xuất hiện trong bộ phim tiếng Tamil, Arasatchi, bộ phim của cô ấy mà đáng lẽ ra sẽ ra mắt vào năm 2002 nhưng đã bị hoãn lại vì gặp 1 số vấn đề về tài chính.Ở bộ phim cuối của cô ấy năm đó, Aan: Men at Work cô ấy đóng vai người yêu của một viên cảnh sát đối nghịch với Akshay Kumar.Dutta tiết lộ trong một cuộc phỏng vấn là cô ấy đã được mời đóng một vai trong loạt phim "Ma Trận" nhưng cô đành từ chối lời đề nghị vì mẹ của cô bị bệnh trong khoảng thời gian đó.

## Đột phá and thành công (2005–2010):
Năm 2005 đánh dấu thời điểm chuyển mình trong sự nghiệp của cô khi cùng lúc ra mắt 6 bộ phim. Bộ phim đầu tiên cô đóng vai 1 nhà báo trong phim Insan đối nghịch với Ajay Devgn và xuất hiện trong phim Elaan, cả 2 bộ phim đều thất bại tại phòng vé.Sau đó cô đóng vai Sanjana, người phụ nữ cưới chồng chỉ vì tiền và danh vọng sau đó giả chết trong phim Jurm, đối nghịch Bobby Deol.Vivek Fernandes nói rằng, "vai diễn của Lara rất đa dạng; cô ấy có thể biến hóa trong nửa đầu cảnh phim đến lúc cao trào sau đó trình diễn một cách ngoạn mục".Trong phim Kaal, cô ấy đóng vai Ishika đối nghịch với Vivek Oberoi.Bộ phim khá thành công tại phòng vé.Sau đó cô xuất hiện trong vai No Entry đối nghịch với Anil Kapoor, bộ phim nhanh chóng trở nên thành công lớn trong năm đó.Cô ấy đóng vai một người vợ hay nghi ngờ Kajal cô ấy đã diễn thành công nhân vật một cách "Hoàn hảo" một trong những nhân vât miêu tả công việc mà cô ấy cảm thấy tự do nhất cùng với Taran Adarsh.Bộ phim cuối của cô ấy được ra mắt năm đó, cô đóng vai 1 NRI cùng với cặp bạn diễn đối nghịch  Bobby Deol.